# Novomoskovsk rajon
Novomoskovsk rajon (ukrainsk: Новомосковський район, tr. Novomoskovskyj rajon) er en rajon (distrikt) i Dnipropetrovsk oblast i Ukraine. Den har et areal på 3.483 km2
og et befolkningstal på 167.526 (2022) indbyggere. Hovedbyen er byen Novomoskovsk.